# Maledizione di Superman

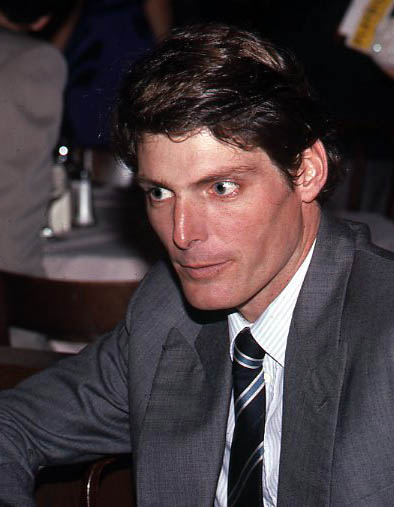
Christopher Reeve, il più famoso interprete cinematografico di Superman

Per Maledizione di Superman (in inglese Superman Curse) si intende una leggenda urbana che si basa su una serie di disgrazie che hanno colpito gli artisti coinvolti negli adattamenti di Superman nei vari media, in particolare coloro che hanno interpretato il ruolo di Superman al cinema e alla televisione. Secondo la maledizione, se si interpreta Superman, si muore di una morte prematura o si finisce in gravi condizioni.
Nonostante ciò, diversi attori correlati a Superman, come Dean Cain, Teri Hatcher, Bud Collyer, Brandon Routh, Henry Cavill Tyler Hoeclin, hanno avuto una carriera di successo anche dopo la loro correlazione con la maledizione.
Un fattore che tenta di giustificare meglio la maledizione è la regola del "niente costume o presenze sullo schermo": ad esempio gli attori della serie TV Smallville non sono stati "maledetti" perché non hanno indossato il costume di Superman, e gli attori che hanno interpretato il supereroe solo alla radio o nei cartoni animati, vale a dire Bud Collyer e Tim Daly, sono sfuggiti alla maledizione.

## Presunte vittime della maledizione

### Kirk Alyn
Kirk Alyn interpretò Superman in due serial a basso costo degli anni quaranta ma in seguito non riuscì a trovare lavoro, sostenendo che i direttori di casting ritenevano che fosse troppo conosciuto come Superman. Alla fine si ritirò in Arizona. Ha interpretato un cameo non accreditato nel film del 1978 Superman: Il film, come padre della giovane Lois Lane che, durante un viaggio in treno, vedeva dal finestrino il giovane Clark Kent correre accanto al suo vagone (il volto di sua moglie, madre di Lois, era di Noel Neill, anch'essa non accreditata, che ha interpretato Lois Lane nei film Superman di Kirk Alyn, nonché Le avventure di Superman 1952-1958). Alyn fu colpito dalla malattia di Alzheimer prima di morire a 89 anni, per cause legate all'età, nel 1999.

### George Reeves
George Reeves interpretò Superman nel film del 1951 Superman and the Mole Men e la serie televisiva Le avventure di Superman. Come Alyn, è conosciuto solo per quel ruolo. Il 16 giugno 1959, pochi giorni prima di sposarsi, Reeves venne trovato morto a casa sua con una ferita provocata da un colpo di pistola, con accanto a sé la sua Luger P08. La morte fu archiviata come suicidio, ma altre teorie persistono.

### Christopher Reeve
Christopher Reeve interpretò Superman e Clark Kent nei film della serie di Superman: Superman (1978), Superman II (1980), Superman III (1983), e Superman IV (1987). L'attore rimase paralizzato dal collo in giù dopo essere stato sbalzato dal suo cavallo durante una gara di equitazione il 27 maggio 1995. Reeve morì il 10 ottobre 2004, a causa di uno scompenso cardiaco, causato dalla sua condizione patologica.